# 5751 Zao
5751 Zao eller 1992 AC är en asteroid i huvudbältet som upptäcktes den 5 januari 1992 av den japanska astronomen Masahiro Koishikawa vid Ayashi-observatoriet i Japan. Den är uppkallad efter vulkanen Zaō.
Asteroiden har en diameter på ungefär 2 kilometer och den tillhör asteroidgruppen Amor.